# Heilig Hartkerk (Monza)
De Heilig Hartkerk (Italiaans:Chiesa del Sacro Cuore) is een kerk in de Italiaanse stad Monza, gewijd aan het Heilig Hart van Jezus.
De kerk is gebouwd in neoclassicistische stijl. Het is de enige kerk in de wijk Triante. Het gebouw ligt aan de Via Vittorio Veneto, een van de hoofdwegen in de wijk. In de jaren 1930 groeide deze buitenwijk van Monza sterk en ontstond de behoefte aan een grote kerk voor de lokale bevolking, die tot dan toe naar de kleine kerk van de nabijgelegen wijk San Biago gingen. Met hulp van de parochie van San Biagio werd een stuk land aangekocht waarop de nieuwe kerk kon worden gebouwd. De Heilig Hartkerk werd in 1935 ingewijd.
De parochie van de kerk beheert ook het Orarorium Don Bosco, een kapel gelegen aan de Via Duca D'Aosta, achter de kerk.

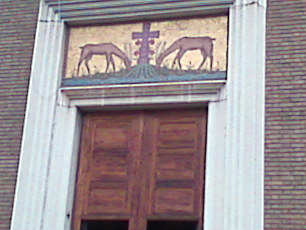
Entree

## Referentie
- (it) San Biagio Monza - Storia - Capitolo 9 - Il problema della nuova chiesa